# Сфагнум обманчивый
Сфагнум обманчивый (лат. Sphagnum fallax) — вид рода Сфагнум (Sphagnum) семейства Сфагновые (Sphagnaceae).
Растения довольно крупные[насколько?], бледно или жёлто-зелёные до буроватых. Стеблевые листья 0,6—1 × 0,6—0,8 мм, коротко равнобедренно или равнобедренно треугольные, острые. Веточные листья в сухом состоянии в проксимальной части более-менее волнистые, в дистальной — оттопырено отстоящие до отогнутых.
Встречается преимущественно в южной части Арктики, в бореальной зоне один из наиболее частых видов. В областях степной зоны растёт на ровных открытых сфагновых болотах.